# Podophyllum glaucescens
Podophyllum glaucescens är en berberisväxtart som beskrevs av Julian Mark Hugh Shaw. Podophyllum glaucescens ingår i släktet fotblad, och familjen berberisväxter. Inga underarter finns listade i Catalogue of Life.